# دانشگاه بیدر
دانشگاه بیدر (به لاتین: Bedër University) یک دانشگاه در آلبانی است که در تیرانا واقع شده‌است.